# Tom Lewis
Thomas Elliot "Tom" Lewis, född 10 december 1995 i Leeds, är en brittisk skådespelare. Han fick sitt stora genombrott som skådespelare under år 2018, då han spelade rollen som Dimitri Erasmus, i mysteriedramaserien Privatdetektiverna Shakespeare & Hathaway. Han spelade därefter rollen som Thomas Sowden i dramaserien Gentleman Jack, under år 2019, för att sedan ta sig an rollen som Peckham i fantasyserien A Discovery of Witches (2021), och Michael Hosea i romantikfilmen Kärlek som befriar (2022).

## Filmografi (i urval)

### Film
- 2022 – Kärlek som befriar

### TV
- 2018 – Privatdetektiverna Shakespeare & Hathaway (TV-serie)
- 2019 – Gentleman Jack (TV-serie)
- 2021 – A Discovery of Witches (TV-serie)
- 2025 – Patience (TV-serie)

### Spel
- 2020 – Assassin's Creed: Valhalla (röst)

### Musikvideo
- 2023 – "Wish You the Best" (Lewis Capaldi)